# Schalen von Patnasa

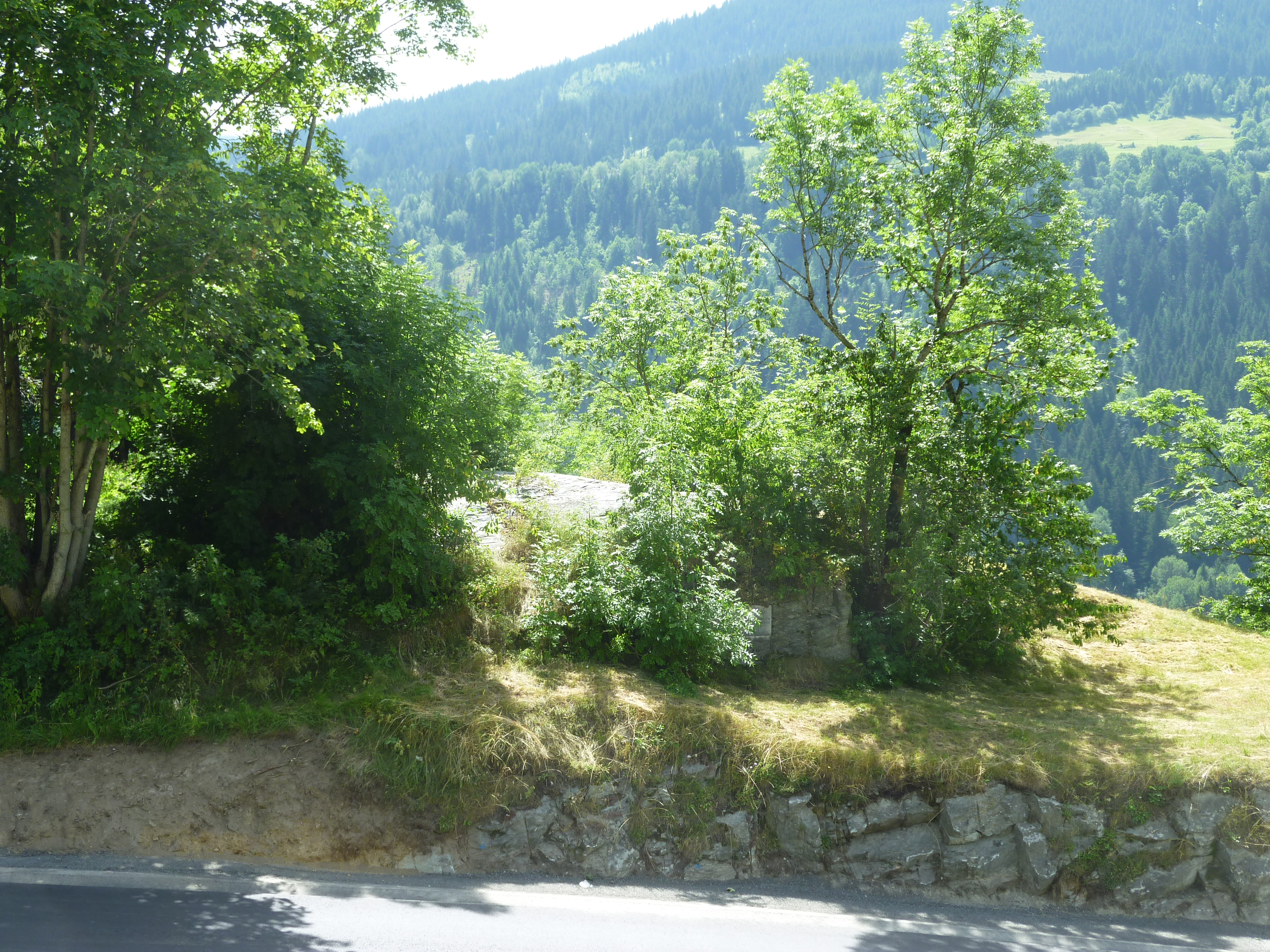
Schalenstein-Fels von Patnasa

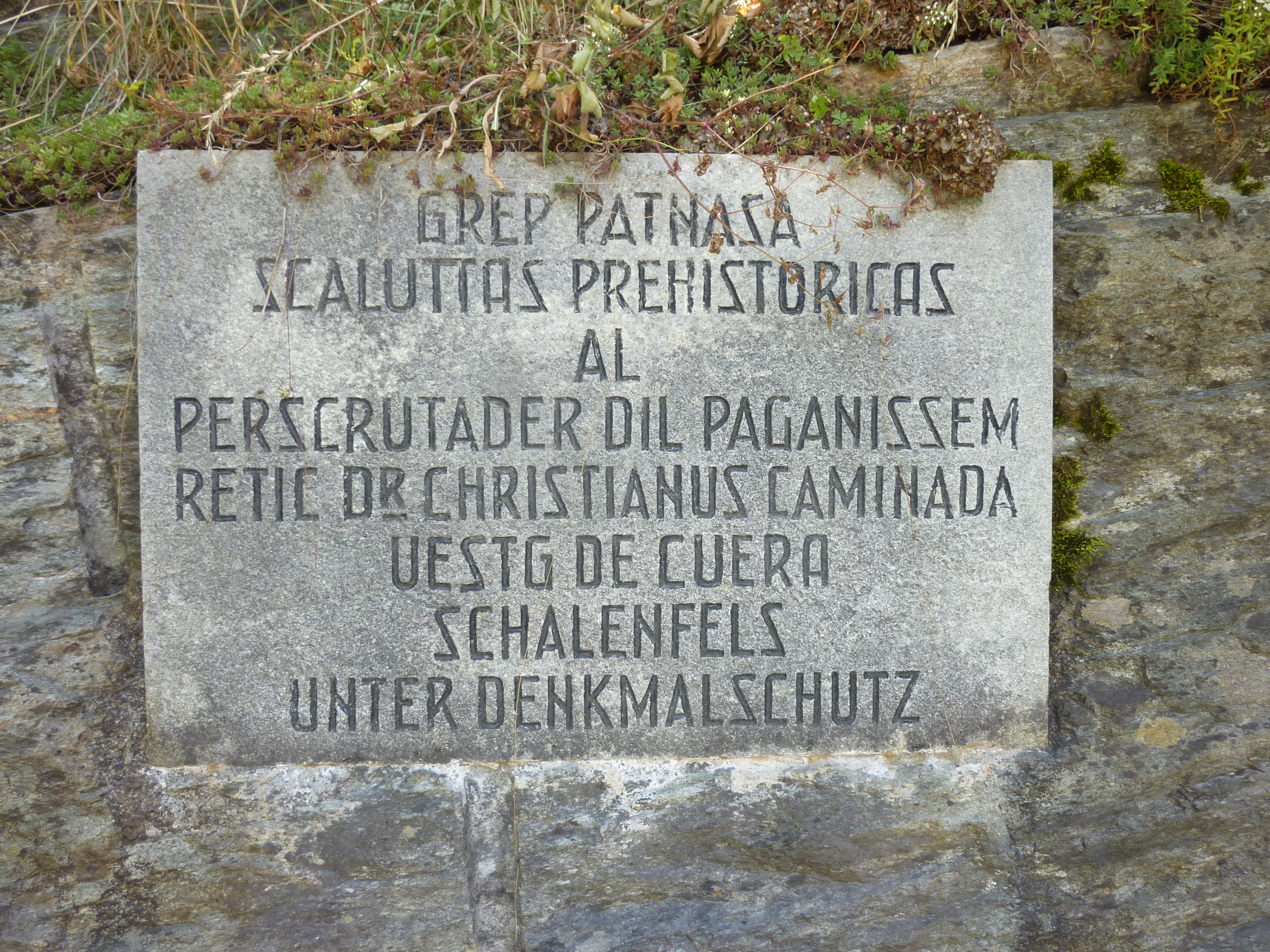
Dem Heimatforscher und Bischof Christian Caminada gewidmete Gedenktafel

Die Schalen von Patnasa liegen südwestlich des Dorfes Dardin in der Surselva im Kanton Graubünden in der Schweiz auf einer Höhe von rund 970 Meter.
Auf einer grossen, vom Gletscher abgeschliffenen Verrucano-Felsplatte finden sich rund 100 Schälchen und Rinnen. Das gesamte Feld erstreckt sich über 10 m Länge und 4,5 m Breite. Die Schalen weisen Durchmesser von 5 bis 35 cm und Tiefen bis zu 14 cm auf.
Der Name Patnasa geht auf den vorrömischen Begriff Padnal / Pedenal / Pitino  zurück und taucht im Kanton Graubünden an mehreren Stellen auf und bedeutet so viel wie "Burg, Wehranlage, befestigte Siedlung". Spuren von menschlichen Siedlungen wurden jedoch keine gefunden.
Entdeckt wurde die Felsplatte von Patnasa 1931 vom Kreisförster Walo Burkart (1887–1952). 2006 wurde die Platte gereinigt. Sie steht unter eidgenössischem Denkmalschutz.

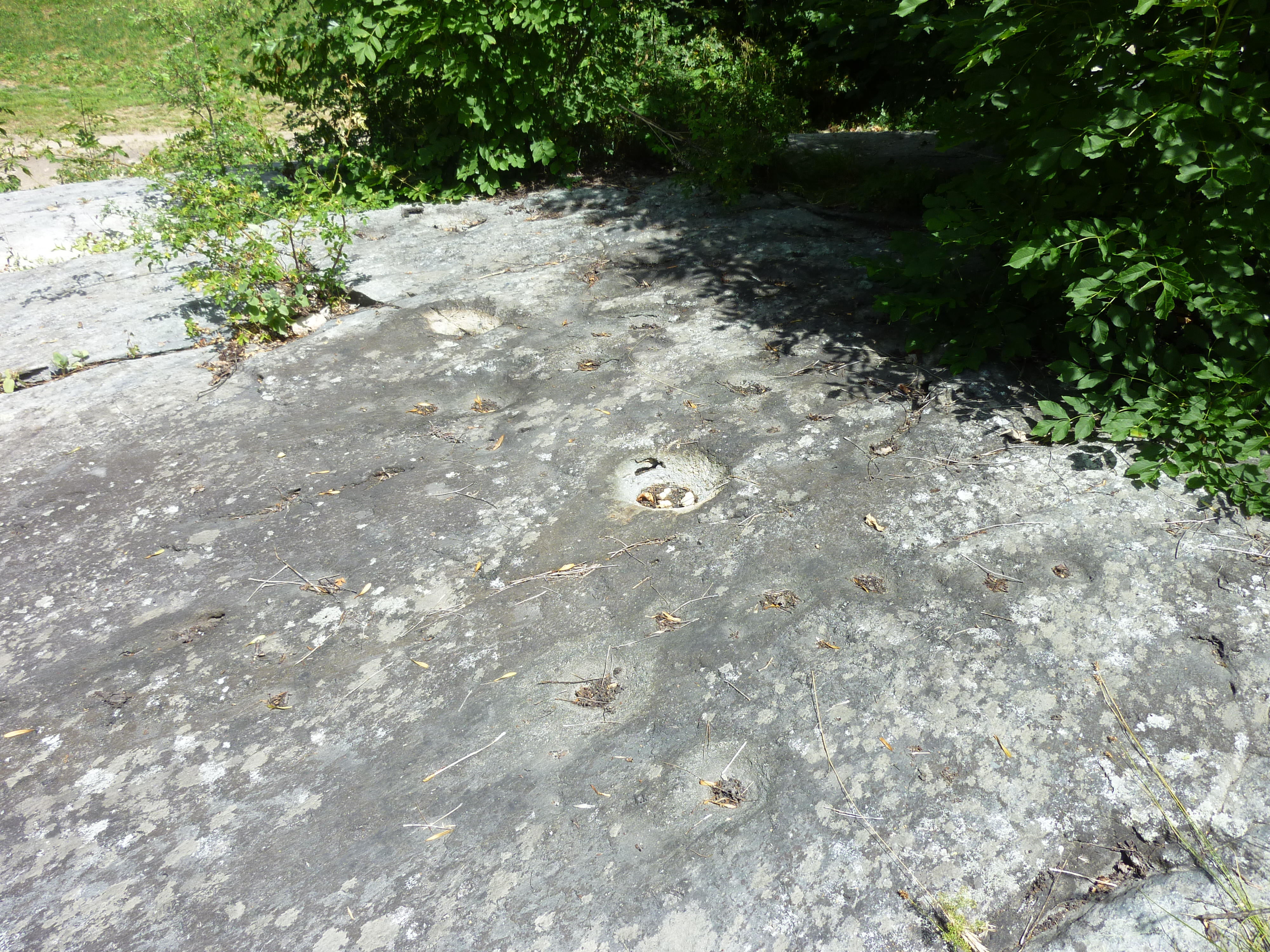
Schalenstein
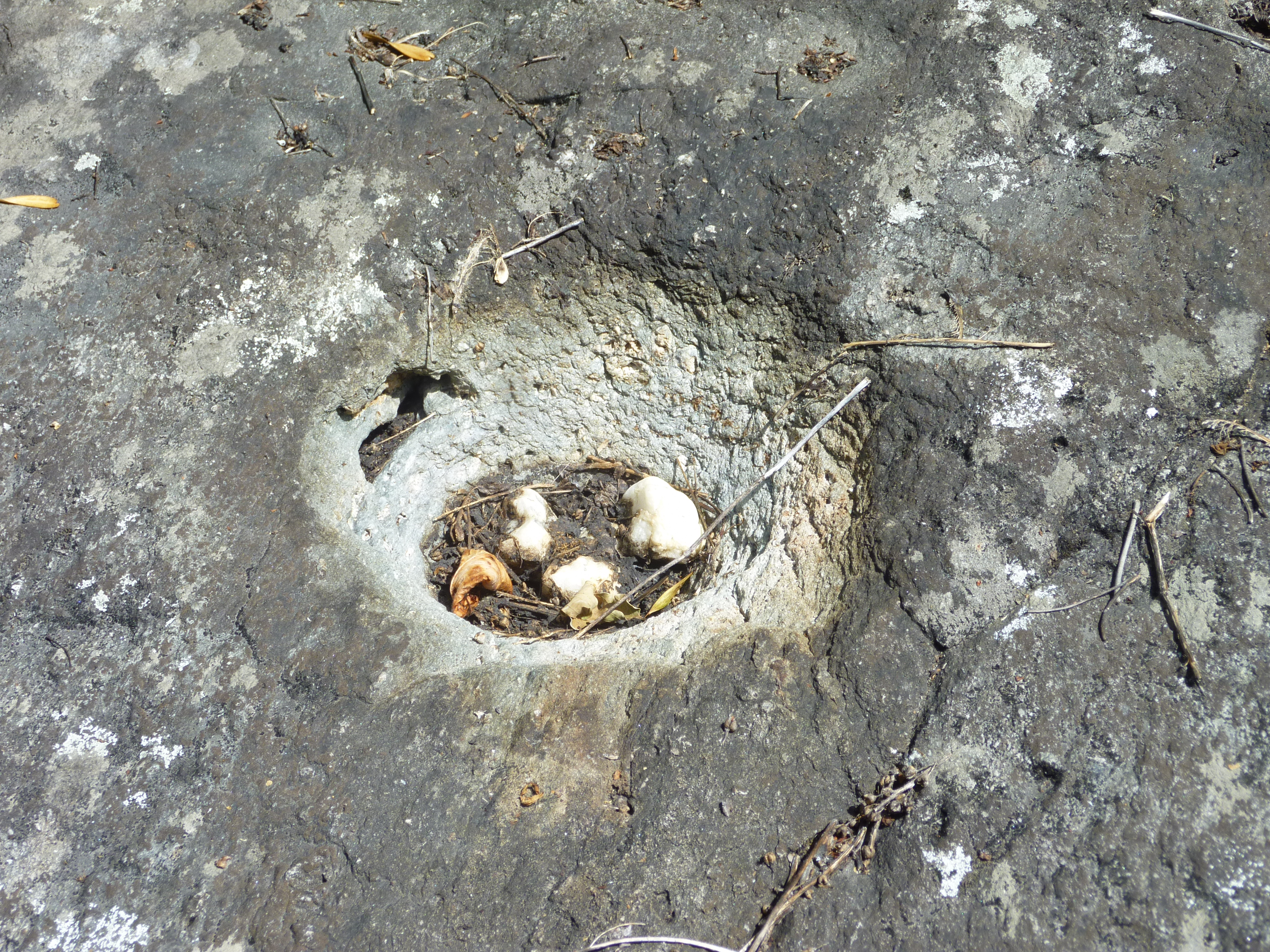
Grosse Schale